# 풍양운수
풍양운수(豊洋運輸)는 경기도 남양주시의 마을버스 업체이다.
본사는 경기도 남양주시 진접읍 주곡로 222-3에 위치하고 있으며, 2025년 현재 총 4개 노선, 12대의 차량을 보유하고 있다. 서울특별시 관악구의 옛 시내버스 및 마을버스 회사로 2010년 3월 22일 오케이버스에 흡수합병된 풍양운수와는 이름만 같을 뿐 아무 관련이 없다.

## 연혁
- 1990년대 후반 연도미상: 경기도 남양주시 진접읍 금곡리 332-2번지에서 풍양마을버스(豊壤―)라는 상호로 회사 설립
- 2012년 3월 22일: 풍양마을버스에서 현재의 상호로 변경하였다.
- 2013년 1월: 본사를 금곡리 332-2번지에서 현 위치로 이전하였다.

## 운행 노선
| 노선 번호 | 운행구간 | 운행구간 | 운행구간        | 경유지                                                                                   | 배차 간격 (분) | 비고 |
| --------- | -------- | -------- | --------------- | ---------------------------------------------------------------------------------------- | -------------- | ---- |
| 2         | 봉선사   | ↔        | 한양병원        | 진접중학교, 진접읍 행정복지센터, 장현대교, 오남읍 행정복지센터, 오남초등학교, 신우아파트 | 10~15          |      |
| 2A        | 봉선사   | ↔        | 신우1.2차아파트 | 진접중학교, 진접읍 행정복지센터, 장현대교, 오남읍 행정복지센터, 오남초등학교             | 6회            |      |
| 2-2       | 봉선사   | ↔        | 한양병원        | 진접읍 행정복지센터, 장현대교, 오남읍 행정복지센터, 오남초등학교, 신우아파트             | 40~50          |      |
| 2-2A      | 봉선사   | ↔        | 신일아파트      | 진접중학교, 진접읍 행정복지센터, 장현대교, 오남읍 행정복지센터, 오남초등학교             | 2회            |      |

## 보유 차량
전 차량이 현대 일렉시티 타운과 현대 그린시티로 운행한다.